# Frans Verbeeck
Frans Verbeeck (født 13. juni 1941 i Langdorp) er en tidligere belgisk landevejscykelrytter.